# کانان دوی
کانان دِوی (انگلیسی: Kanan Devi؛ ۲۲ آوریل ۱۹۱۶ – ۱۷ ژوئیهٔ ۱۹۹۲) بازیگر و خوانندهٔ اهل هند بود.
از فیلم‌ها یا برنامه‌های تلویزیونی که وی در آن نقش داشته‌است، می‌توان به پراهلادا اشاره کرد.